# NEAR Shoemaker
«Near Earth Asteroid Rendezvous Shoemaker» (сокр. «NEAR Shoemaker») — автоматическая межпланетная станция (АМС) NASA, отправленная в 1996 году к астероиду Эрос. Аппарат, называвшийся ранее «NEAR spacecraft», получил сегодняшнее название 14 марта 2000 года, в честь американского геолога Юджина Шумейкера, погибшего в автокатастрофе в Австралии в 1997 году. Многолетние исследования Шумейкера существенно повлияли на понимание роли астероидов в формировании планет.
«NEAR Shoemaker» стал первым искусственным спутником астероида, и первым искусственным объектом, совершившим мягкую посадку на астероид. По пути к Эросу аппарат исследовал астероид Матильда. «NEAR Shoemaker» в целом проработал немногим более пяти лет, в том числе около одного года на орбите Эроса.

## История
В 1983 году Комитет по исследованию Солнечной системы NASA предложил отправить космический аппарат к астероиду, сближающемуся с Землёй. После этого, в 1986 году со стороны Научной рабочей группы (SWG, сокр. от англ. Scientific Working Group) последовала всесторонняя оценка миссии «NEAR». Группа пришла к выводу, что в миссии может участвовать аппарат, используемый в миссиях Программы планетарных исследований NASA.
В 1990 году NASA представила новую программу недорогих исследовательских миссий под названием «Дискавери» (англ. Discovery). В рамках программы было принято решение отправить космический аппарат к околоземному астероиду. В 1990 году были представлены два конкурсных предложения от Лаборатории прикладной физики (APL) и Лаборатории реактивного движения (JPL). В итоге было выбрано предложение APL.
Разработка аппарата была начата в декабре 1993 года, и продлилась более двух лет. Стоимость миссии «NEAR» — около 150 миллионов долларов США.

### Выбор цели
В 1992 году был проведён поиск объектов, соответствующих возможностям аппарата «NEAR Shoemaker». При этом учитывались следующие ограничения:
1. Запуск должен состояться в период с 1996 года по 2000 год;
2. Орбита астероида должна быть чётко определена (астероид должен иметь собственный номер);
3. Афелий цели должен быть менее 2,5 а. е.;
4. Изменение скорости (ΔV) после запуска 2 км/с;
5. Общее изменение скорости должно быть менее 6 км/с (под общим ΔV подразумевается сумма ΔV, необходимого для того, чтобы отойти от парковочной орбиты, и ΔV после запуска, необходимое для успешного сближения с астероидом).

Третье и четвёртое ограничения связаны со стоимостью и сложностью КА, а выполнение пятого условия позволяло обеспечить выполнение миссии с использованием ракеты-носителя класса Дельта. Предварительно были отобраны цели, указанные в таблице:
| Целевой астероид                             | Диаметр, км | Запуск      | Прибытие      | ΔV после запуска, км/с | Общее ΔV, км/с |
| -------------------------------------------- | ----------- | ----------- | ------------- | ---------------------- | -------------- |
| (1943) Антерос                               | 1,8         | Май 1997    | Сентябрь 1998 | 0,75                   | 5,35           |
| (4660) Нерей (с пролётом (2019) ван Альбада) | 1,0         | Январь 1998 | Январь 2000   | 1,20                   | 5,74           |
| (3361) Орфей                                 | 0,8         | Март 1998   | Май 1999      | 1,46                   | 5,47           |
| (4660) Нерей                                 | 1,0         | Январь 2000 | Октябрь 2001  | 0,70                   | 5,05           |

Однако, все цели, соответствующие требуемым критериям, имеют малые размеры. Учёные опасались, что небольшой размер исследуемого объекта может ограничить количество и разнообразие научной информации.
В качестве цели нередко упоминался и астероид Эрос, который в перигелии сближается с орбитой Земли. Однако ему требовалось ΔV, превышающее 6 км/с, и большая наклонная асимптота запуска. Эрос значительно крупнее (34,4 × 11,2 × 11,2 км) остальных предложенных целей, поэтому для устранения указанных недостатков было принято решение увеличить время полёта на один год, чтобы при пролёте рядом с Землёй через год использовать её гравитацию для корректировки угла наклона аппарата к плоскости эклиптики Солнечной системы.

## Устройство аппарата
«NEAR Shoemaker» был сконструирован в Лаборатории прикладной физики (APL, сокр. от англ. Applied physics laboratory). Это 55-й космический аппарат, сконструированный в APL.

### Общие характеристики
«NEAR Shoemaker» имеет форму восьмиугольной призмы, с четырьмя фиксированными панелями арсенид-галлиевых солнечных батарей, расположенных в виде мельницы. На верхнем основании призмы была установлена антенна высокого усиления диаметром 1,5 метра
Площадь основания аппарата составляла 1,7 м². Общая масса на старте, с учётом топлива — 805 кг, без топлива — 487 кг.

### Основные подсистемы
Управляющие подсистемы:
- Командно-управляющая подсистема.
- Подсистема стабилизации.
- Подсистема телекоммуникации.
- Подсистема энергоснабжения.
- Двигательная подсистема.

Научные инструменты:
- Мультиспектральная камера.
- Инфракрасный спектрометр.
- Лазерный высотомер.
- Гамма-рентгеновский спектрометр.
- Магнитометр.
- Радиоосциллятор.

### Описание управляющих подсистем
За управление «NEAR Shoemaker» отвечала Командно-управляющая подсистема (C&DH, сокр. от англ. Command and Data Handling), предназначенная для выполнения команд с Земли, сбора, обработки и форматирования данных телеметрии, включения и выключения других устройств аппарата. Подсистема включала в себя интерфейс MIL-STD-1553 для связи с другими подсистемами, управляемыми процессором. C&DH была оснащена двумя модулями памяти: ёмкость первого составляла 0,67 Гбит, второго — 1,1 Гбит.

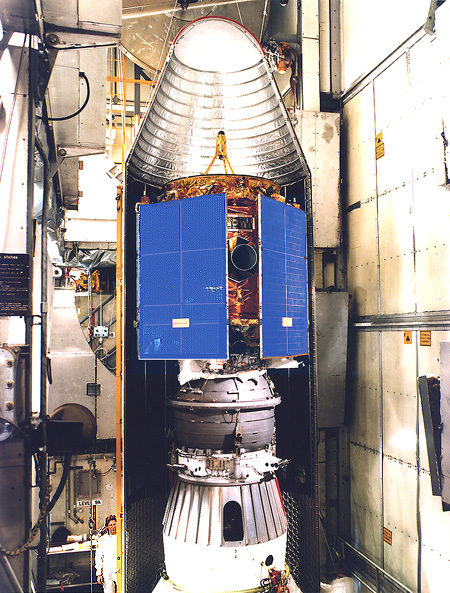
КА «NEAR Shoemaker» внутри ракеты-носителя Дельта-2.

Подсистема стабилизации (G&C, сокр. от англ. Guidance and Control) предназначена для направления антенны высокого усиления при сеансах связи с Землёй, позиционирования аппарата для направления научных приборов в сторону исследуемой области. Для выполнения этих функций использовались несколько приборов, в том числе четыре полусферических 30-миллиметровых гироскопа. Гироскопы также использовались для определения курса и измерения изменения скорости (ΔV). Кроме того, подсистема стабилизации обеспечивала контроль за тепловым состоянием приборов, предохраняя их от перегрева или переохлаждения.
Подсистема телекоммуникации обеспечивала связь аппарата с Землёй. В состав подсистемы входила одна антенна высокого усиления (HGA, сокр. от англ. High-Gain Antenna) и две — низкого усиления (LGA, сокр. от англ. Low-Gain Antenna). HGA использовалась для передачи больших объёмов данных, и могла работать на скорости обмена до 26,8 Кбит/с. LGA использовались в тех случаях, когда необходимо было экономить энергию, как, например, в процессе полёта «NEAR Shoemaker» к цели. Скорость обмена антенны низкого усиления была очень небольшой, от 9 бит/с.
Подсистема энергоснабжения включает четыре панели арсенид-галлиевых солнечных батарей, размером 1,83 × 1,2 метра каждая, и никель-кадмиевую батарею ёмкостью 9 Ампер-час. На начальном этапе, на расстоянии 1 а. е. солнечные батареи обеспечивали мощность 1880 Вт, на наибольшем удалении от Солнца — около 400 Вт.
Двигательная подсистема предназначена для выполнения манёвров и управления положением аппарата. Она включает в себя один главный двигатель тягой 450 Н, четыре двигателя тягой по 21 Н, и семь малых двигателей тягой по 3,5 Н. Главный двухкомпонентный двигатель использовался для совершения манёвров в космосе. Остальные двигатели однокомпонентные, и использовались для управления положением аппарата.

### Описание научных инструментов
Мультиспектральная камера (MSI, сокр. от англ. Multi-Spectral Imager) предназначения для получения изображений в видимом и близким к инфракрасному диапазонам. Камера включает в себя восемь фильтров, охватывающих диапазон от 450 до 1100 нм. Угол обзора камеры составляет 2,95° × 2,26°, с разрешением 537 × 244 пикселей. Такие характеристики позволяют получить разрешение 10 × 16 м с расстояния 100 км. Мультиспектральная камера использовалась для определения формы Эроса, особенностей строения поверхности, построения карты распределения минералов.
Инфракрасный спектрометр (NIS, сокр. от англ. Near-Infrared Spectrograph) работал в спектральном диапазоне от 0,8 до 2,6 мкм. Предназначался для изучения химического состава астероида, путём измерения спектра отражённого от поверхности солнечного света.
Лазерный высотомер (NLR, сокр. от англ. NEAR Laser Rangefinder) использовался для определения расстояния до Эроса, и позволил провести точные измерения формы астероида. Лазерный передатчик, входящий в состав прибора, работал на длине волны 1,06 мкм, и вырабатывал импульсы мощностью 15 мДж и длительностью 12 нс
Гамма-рентгеновский спектрометр (XGRS, сокр. от англ. X-ray/Gamma-Ray Spectrometer) разрабатывал глобальные карты химического состава поверхности Эроса, измеряя выбросы гамма-излучения и рентгеновского излучения с астероида, образующиеся в связи с воздействием солнечной энергии. По сути инструмент представлял собой два прибора, измеряющих электромагнитные волны разной длины. Измерения в рентгеновском диапазоне использовались для обнаружения в составе поверхности астероида таких химических элементов, как магний, алюминий, кремний, кальций, титан и железо. В гамма-диапазоне исследовалась поверхность глубиной порядка 10 см на предмет наличия кислорода, кремния, железа, водорода, калия, тория и урана.
Трёхосевой феррозондовый магнитометр использовался для измерения магнитного поля Эроса. Датчик прибора был установлен в основании антенны высокого усиления, а электроника — в другой части аппарата. Датчик использовал восемь выбираемых уровней чувствительности в диапазоне от 4 нТл до 65536 нТл.
Радиоосциллятор (RS, сокр. от англ. Radio Science), работавший на частоте 8438 МГц, позволял определять радиальную скорость с точностью до 0,1 мм/с, а также использовался для измерения гравитационных параметров Эроса.

## Хроника полёта и траектория

Траектория полёта КА «NEAR Shoemaker» к астероиду Эрос.

«NEAR Shoemaker» следовал по так называемой траектории «Delta VEGA», необходимой для сближения с Эросом, орбита которого наклонена под углом 10,8° к плоскости эклиптики Солнечной системы. «Delta V» подразумевает изменение скорости движения аппарата, а «EGA» — гравитационную помощь Земли (англ. Earth Gravity Assist).

### Запуск
17 февраля 1996 года со стартовой площадки 17-B на мысе Канаверал во Флориде, с помощью трёхступенчатой американской ракеты-носителя «Дельта-2» 7925, был запущен «NEAR Shoemaker». На высоте около 183 км с наклонением 28,74° ракета вышла на парковочную орбиту. Период нахождения на парковочной орбите был сравнительно коротким (13 минут). Это говорит о том, что солнечная энергия начала использоваться через час после запуска.
Третья ступень отработала полностью в земной тени. Приблизительно через 22 минуты после запуска эта ступень отделилась, и раскрылись панели солнечных батарей. После отделения третьей ступени за контроль над аппаратом стала отвечать его система управления. В течение 37 минут, с момента запуска и до выхода «NEAR Shoemaker» из тени Земли, аппарат поддерживал работу с помощью встроенных батарей. Поскольку их размеры и вес были ограничены, работали только наиболее важные системы.

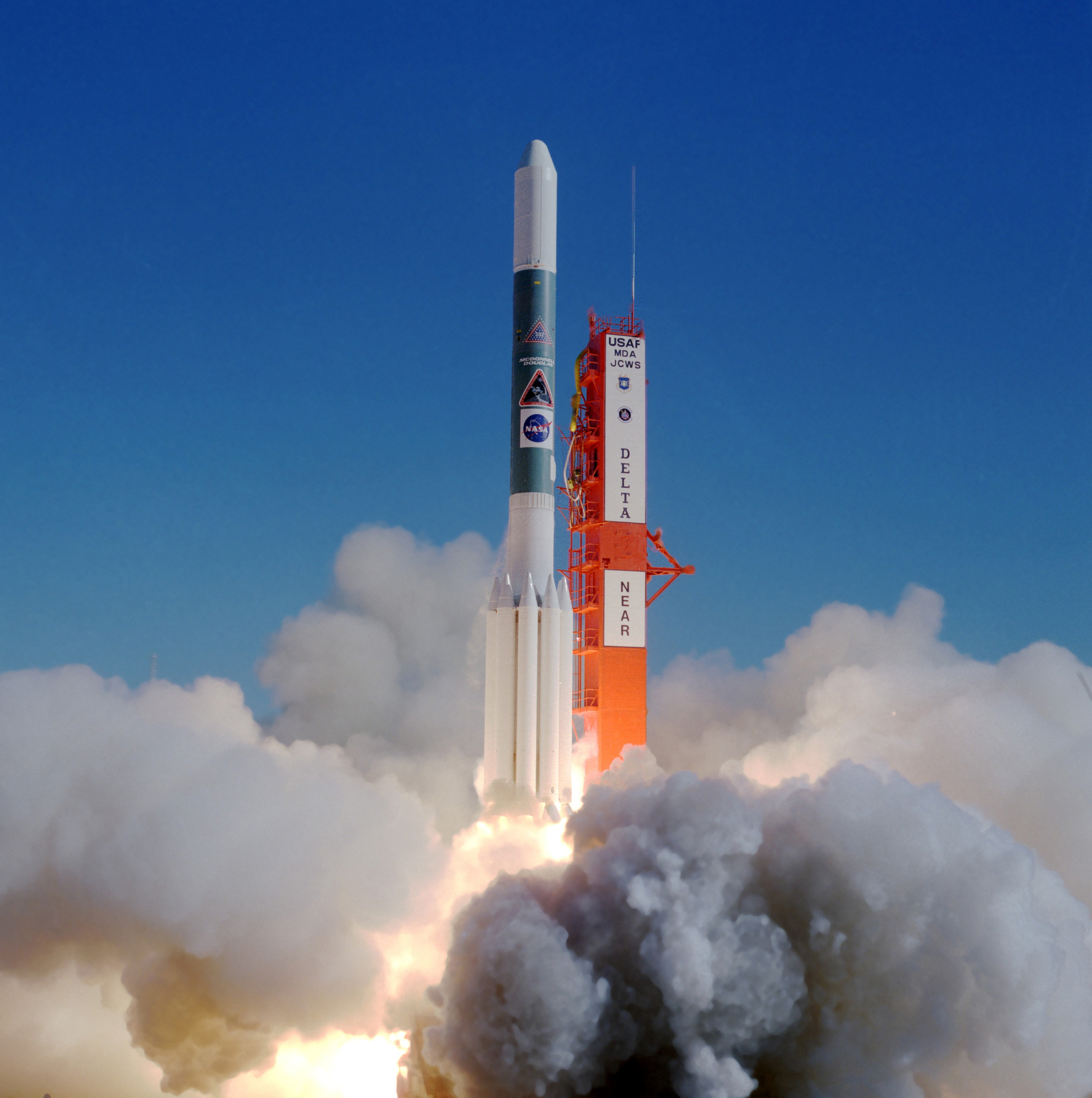
Запуск КА «NEAR Shoemaker» 17.02.1996 г.

### Полёт к Матильде
Полёт к астероиду (253) Матильда занял более 16 месяцев.
В течение первых нескольких недель полёта проверялось состояние аппарата. Также в течение этого периода проводились небольшие запуски двигателя, в целях калибровки двигательной системы, и корректировки отклонений от заданной траектории. После этого, для экономии энергии, аппарат был переведён в режим минимальной активности. Все инструменты были отключены. Подсистема телеметрии периодически обрабатывала служебные операции и навигационные данные, и сохраняла их. Нагреватели использовались для поддержания температуры неактивных систем.
«NEAR Shoemaker» сохранял этот спящий режим, за исключением контактов с Землёй, проводившихся раз в три недели в течение четырёх часов каждый. Контакты были необходимы для анализа состояния аппарата на Земле, и получения накопившихся телеметрических данных.

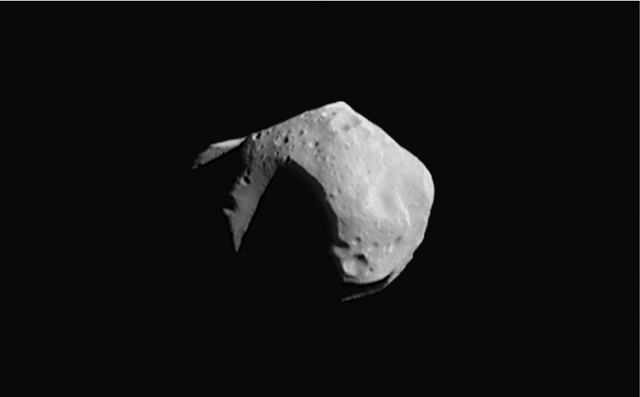
Составное изображение астероида Матильда, построенное из четырёх снимков, сделанных КА «NEAR Shoemaker» 27.06.1997 г.

### Пролёт Матильды
27 июня 1997 года «NEAR Shoemaker» пролетел на минимальном расстоянии 1200 км от астероида Матильда. Скорость пролёта составила 9,94 км/с. По ходу пролёта аппарат сделал более 500 изображений астероида. Разрешение наиболее качественных из них составляет 180 метров на пиксель. Также было получено 7 цветных изображений, с разрешением 400—500 метров на пиксель. Из-за медленного вращения, «NEAR Shoemaker» смог сфотографировать всего около 60% поверхности.
Кроме телеметрических наблюдений, было измерено магнитное поле и масса Матильды. В процессе отлёта аппарата был проведён поиск возможных спутников астероида, но они не были обнаружены.
3 июля 1997 года, через неделю после пролёта Матильды, был проведён первый манёвр с помощью двигателя аппарата, необходимый для уменьшения перигелия с 0,99 а. е. до 0,95 а. е. Манёвр был проведён в два этапа, с целью недопущения перегрева двигателя.

### Пролёт Земли
Следующим важным этапом миссии был пролёт рядом с Землёй, необходимый для изменения наклонения к эклиптике Солнечной системы с 0,5° до 10,2°, и уменьшения афелийного расстояния от 2,17 а. е. до 1,77 а. е. Пролёт прошёл 22 января 1998 года на высоте 540 км от поверхности планеты.
Интересным аспектом пролёта Земли оказался тот факт, что изменённая траектория оказалась над южным полярным регионом планеты на протяжении значительного времени. Это позволило получить ряд уникальных изображений Антарктиды.

### Пролёт Эроса

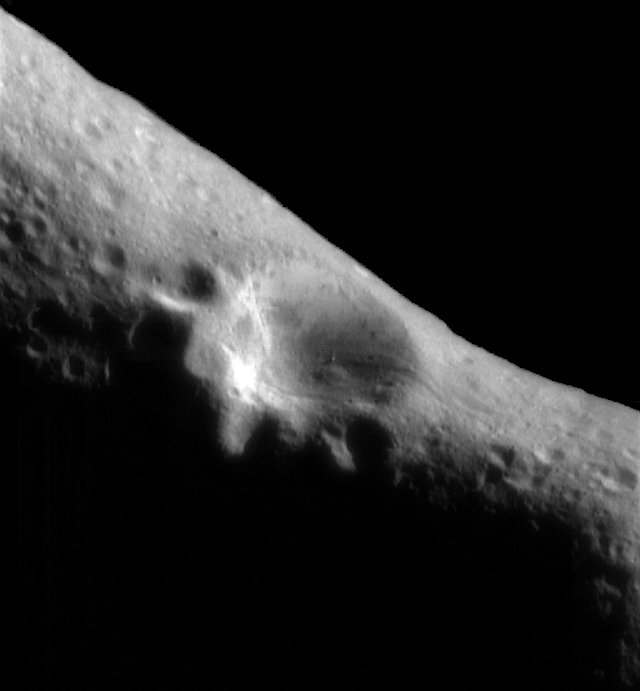
Первое изображение Эроса, сделанное после выхода «NEAR Shoemaker» на его орбиту, 14 февраля 2000 года.

Согласно первоначальному плану полёта, «NEAR Shoemaker» должен был выйти на орбиту Эроса 10 января 1999 года. Однако, 20 декабря 1998 года, во время проведения тормозного импульса из-за сбоя в программном обеспечении на 27 часов была потеряна связь с аппаратом. В связи с этим был принят новый план полёта.
Согласно новому плану, 23 декабря «NEAR Shoemaker» пролетел на расстоянии 3827 км от центра массы Эроса. Дата выхода на орбиту астероида была перенесена на 14 февраля 2000 года. Аппарат должен был выйти на гелиоцентрическую орбиту, совпадающую с орбитой Эроса.
3 января 1999 года, с использованием двигателя, был выполнен манёвр для корректировки траектории и скорости аппарата, необходимых для повторной встречи с астероидом.
Во время пролёта Эроса были сделаны его снимки, собраны данные с помощью инфракрасного спектрометра.

Приближение к Эросу 3—4 декабря 2000 года.

### На орбите Эроса

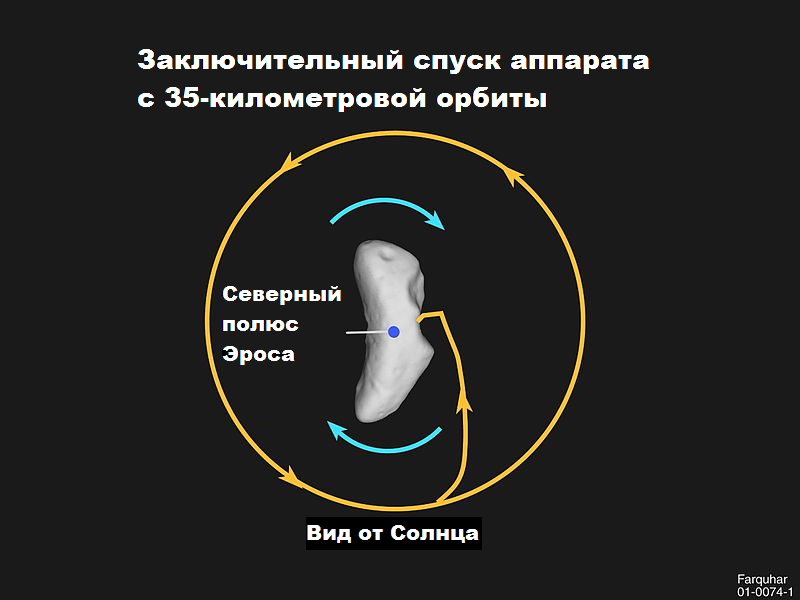
Схема спуска КА «NEAR Shoemaker» на поверхность Эроса. 14.02.2001 г.

14 февраля 2000 года «NEAR Shoemaker» вышел на орбиту Эроса, с перицентром 327 км, апоцентром 450 км и периодом обращения 27,6 дней. На этой орбите были сделаны первые снимки астероида, собраны данные о поверхности и геологии Эроса.
3 марта 2000 года аппарат приблизился к Эросу на расстояние приблизительно 205 км, и проработал на почти круговой орбите около месяца. За это время была собрана информация о составе астероида.
1 апреля 2000 года «NEAR Shoemaker» начал следующий этап сближения с Эросом, для более детального его изучения. 11 апреля аппарат вышел на круговую орбиту, на расстояние около 100 км.
22 апреля 2000 года космический аппарат продолжил сближение с астероидом, и 30 апреля вышел на 50-километровую орбиту, наиболее удобную для исследования астероида. «NEAR Shoemaker» пробыл на этой орбите почти до конца 2000 года. За этот период было проведено большое количество исследований. Через немногим более месяца был вынужденно отключён инфракрасный спектрометр после резкого скачка напряжения в устройстве. За время работы с помощью прибора было получено более 58 тысяч спектральных снимков.
13 декабря 2000 года «NEAR Shoemaker» в последний раз изменил орбиту, приблизившись к астероиду на расстояние около 35 км. На этой орбите основные исследования проводились с помощью гамма-рентгеновского спектрометра, изучающего химический состав поверхности.

### Завершение миссии
12 февраля 2001 года аппарат начал торможение, медленно спускаясь на Эрос. Через два дня, 14 февраля, «NEAR Shoemaker» опустился на поверхность астероида. По ходу спуска были сделаны изображения поверхности с высоким разрешением, в том числе 69 детальных снимков, запечатлённых в последние 5 км спуска.
Аппарату удалось осуществить мягкую посадку на Эрос. По словам директора проекта NEAR Роберта Фаркуара, вертикальная скорость касания поверхности составила 1,5—1,8 м/с. Аппарат не получил повреждений. После приземления панели солнечных батарей оказались освещены Солнцем, что обеспечило энергией гамма-рентгеновский спектрометр. Работая на поверхности, этот прибор мог определять состав грунта Эроса на глубине до 10 сантиметров с высокой точностью.
Находясь на поверхности, аппарат ещё более двух недель передавал данные. 28 февраля миссия NEAR была завершена. В декабре 2002 года была предпринята последняя попытка связаться с аппаратом, оказавшаяся неудачной.

## Результаты миссии
Основные цели миссии «NEAR», связанные с исследованиями астероидов (253) Матильда и (433) Эрос, были выполнены.

### Исследования Матильды
Данные, полученные по ходу пролёта астероида Матильда космическим аппаратом «NEAR Shoemaker» позволили уточнить размеры, период вращения астероида. Были изучены форма и состав поверхности, получены значения массы и плотности Матильды.

### Исследования Эроса
Проработав около года на орбите Эроса, «NEAR Shoemaker» смог собрать большое количество научной информации.
Измерения, полученные с помощью лазерного высотомера, позволили создать трёхмерную модель астероида.
Благодаря вспышкам на Солнце 22 и 23 марта 2000 года, ранее, чем ожидалось, с помощью гамма-рентгеновского спектрометра был определён химический состав астероида. На поверхности были обнаружены магний, алюминий, кремний, кальций и железо. Учёные предположили, что Эрос не является продуктом столкновения, а сформировался 4,6 миллиардов лет назад.
Измерения «NEAR Shoemaker» позволили получить или уточнить орбитальные и физические характеристики астероида.

### Награды
- Аэрокосмическая награда Смитсоновского института 2001 года.[8]